# Bloc de l'Estudiantat Agermanat
El Bloc de l'Estudiantat Agermanat (BEA; anteriorment Bloc d'Estudiants Agermanats) és una organització d'estudiants valenciana d'esquerres i valencianista creada a la Universitat de València l'any 1984.
Els seus objectius són assolir una Universitat pública, democràtica i valenciana, lluitant pels drets i interessos dels estudiants mitjançant el foment de l'esperit crític i la conscienciació nacional.
En l'actualitat, i després de les eleccions del 23 de novembre de 2023, compta amb 27 representants al claustre de la Universitat de València, esdevenint la primera força sindical.

## Història
L'origen de l'associació es remunta al 28 de març de 1984, la vespra de la constitució del primer claustre de la UV democràticament elegit. Aquell dia, es reuniren estudiants d'esquerres i nacionalistes elegits a cadascuna de les facultats i escoles de la UV per posar en comú idees i propostes i coordinar la seua tasca. Acordaren també, constituir-se com a associació d'estudiants i posar-li el nom de Bloc de l'Estudiantat Agermanat per tres motius:
- Bloc ja que el conjunt de professors, estudiants i personal d'administració i serveis de la UV que venia treballant per un País Valencià lliure i sobirà des de la transició actuava sota el nom de Bloc d'Esquerres als anys 80.

- Estudiantat perquè l'associació estaria formada només per membres de l'alumnat.

- Agermanat perquè en aquella reunió n'eren tretze els estudiants participants. Tretze com els membres de la Junta dels Tretze, el comitè executiu que constituïren els agermanats valencians durant la Revolta de les Germanies, conflicte armat protagonitzat per les classes populars valencianes al segle xvi.

## Objectius
El BEA enfoca la seua activitat als següents objectius recollits als seus estatuts:
| «                  | 1. Treballar per aconseguir una Universitat pública, democràtica i valenciana. 2. Lluitar pels drets i interessos dels i les estudiants, fomentant l'esperit crític i la conscienciació nacional. 3. Treballar tant a les institucions com al carrer per la consecució d’un projecte de construcció nacional i social del País Valencià. | » |
| — Estatuts del BEA | |   |

## Resultats electorals

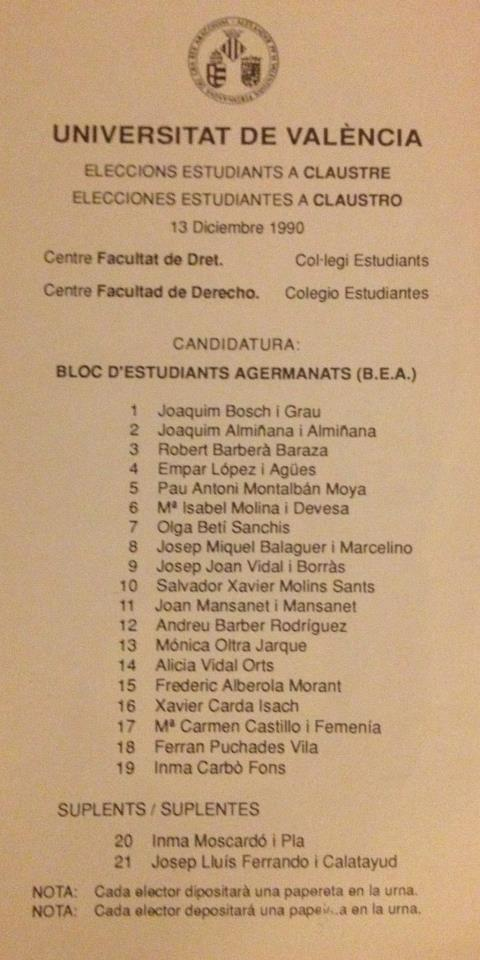
Papereta de les eleccions de claustre a Dret de 1990.

Des que es fundà el 1984, el BEA ha sigut sempre un dels principals grups estudiantils de València. En els últims 11 anys, ha aconseguit els següents resultats a les eleccions al Claustre d'Estudiants de la UV
- Any 2010: 17 claustrals.[3]
- Any 2011: 20 claustrals.[4]
- Any 2012: 23 claustrals.
- Any 2013: 27 claustrals.
- Any 2014: 24 claustrals.
- Any 2015: 18 claustrals.
- Any 2017: 25 claustrals.
- Any 2019: 27 claustrals.
- Any 2021: 20 claustrals.
- Any 2023: 27 claustrals.[1]